# Gerhard Stahr
Gerhard Stahr (* 13. September 1931 in Distelwitz; † 23. Oktober 2004 in Potsdam) war ein deutscher Offizier. Er war Generalmajor und Chef Nachrichten des Kommandos Landstreitkräfte (LaSK) der Nationalen Volksarmee (NVA) der DDR.

## Leben
Der Sohn eines Landwirts arbeitete nach der Umsiedlung in die Sowjetische Besatzungszone von 1945 bis 1949 als Wald- und Landarbeiter. Am 5. Januar 1950 trat er in die Deutsche Volkspolizei ein und begann seinen Dienst als Anwärter der VP in der VP-Dienststelle Kochstedt. Von 1950 bis 1952 war er Gruppenführer in der VP-Dienststelle Leipzig. Nach der Bildung der Kasernierten Volkspolizei (KVP) war er von 1952 bis 1955 Zugführer in den KVP-Dienststellen Drögeheide, Stern Buchholz und Eggesin und von 1955 bis 1956 Kompaniechef in Eggesin.
Bei Gründung der NVA am 1. März 1956 wurde Stahr 1. Stellvertretender Kommandeur des Nachrichten-Bataillons 9 und im selben Jahr Mitglied der Sozialistischen Einheitspartei Deutschlands (SED). Im Jahr 1959 war er Offiziershörer an der Offiziershochschule Döbeln und wurde anschließend bis 1960 als Stellvertretender Kommandeur und Stabschef des Nachrichten-Bataillons 9 eingesetzt. Von 1960 bis 1961 war er Kommandeur des Nachrichten-Bataillons 9 und von 1961 bis 1965 Kommandeur des Nachrichten-Bataillons 5. Von 1965 bis 1966 wurde er als Offiziershörer an der NVA-Schule in Naumburg auf das Studium an einer Militärakademie in der UdSSR vorbereitet, das er von 1966 bis 1971 absolvierte. Von 1971 bis 1978 fungierte er als Chef Nachrichten des Kommandos des Militärbezirks V und von 1978 bis 1990 als Chef Nachrichten des Kommandos LaSK der NVA.
Am 27. Februar 1987 wurde er vom Vorsitzenden des Nationalen Verteidigungsrates der DDR, Erich Honecker, zum Generalmajor ernannt. Am 30. September 1990 erfolgte seine Entlassung aus dem Wehrdienst.
Stahr lebte zuletzt in Potsdam. Er starb im Alter von 73 Jahren und wurde auf dem   Neuen Friedhof Potsdam bestattet.

## Auszeichnungen
- Vaterländischer Verdienstorden in Bronze
- Kampforden „Für Verdienste um Volk und Vaterland“ in Silber